# Meister des Vergil
Der Meister des Vergil (französisch Maître de Virgile) war ein französischer Buchmaler um 1390 bis 1415.
Ihm werden die Handschriften Chantilly, Musée Condé Ms. 339, Florenz, Biblioteca Laurenziana Med. Pal. 69 und Paris, Bibliothèque nationale de France MS fr. 282 zugewiesen.